# AMD
（簡稱），是美国一家主要從事微处理器及相關IC設計的跨國企業，总部位于加利福尼亚州舊金山灣區矽谷內的森尼韦尔市。AMD創立於1969年，最初擁有晶圓廠來製造其設計的晶片，自2009年AMD將自家晶圓廠拆分為現今的格羅方德以後，成為無廠半導體公司，僅負責硬體積體電路設計及產品銷售業務。現時，AMD的主要產品是中央處理器（包括嵌入式平台）、圖形處理器、主機板晶片組以及電腦記憶體。
AMD是目前除了英特爾以外，最大的amd64架構（x86-64）微處理器供應商，自收購冶天科技（ATI）以後，則成為除了輝達和英特尔以外僅有的獨立圖形處理器供應商，自此成为一家同時擁有中央處理器和圖形處理器技術的半導體公司，也是唯一可与英特爾和輝達匹敵的廠商。在2017年第一季全球個人電腦中央處理器的市場佔有率中，英特爾以79.8％排名第一、AMD以20.2％位居第二。於2017年8月，AMD CPU在德國電商Mindfactory的銷售量首次以54.0%超越英特尔，並於9月增長至55.0%，於10月(同時也是Coffee Lake推出之月份)，銷售份額仍繼續成長至57.7%，於11月，由於增加部分未計算型號，份額下降至57.4%。

## 概況

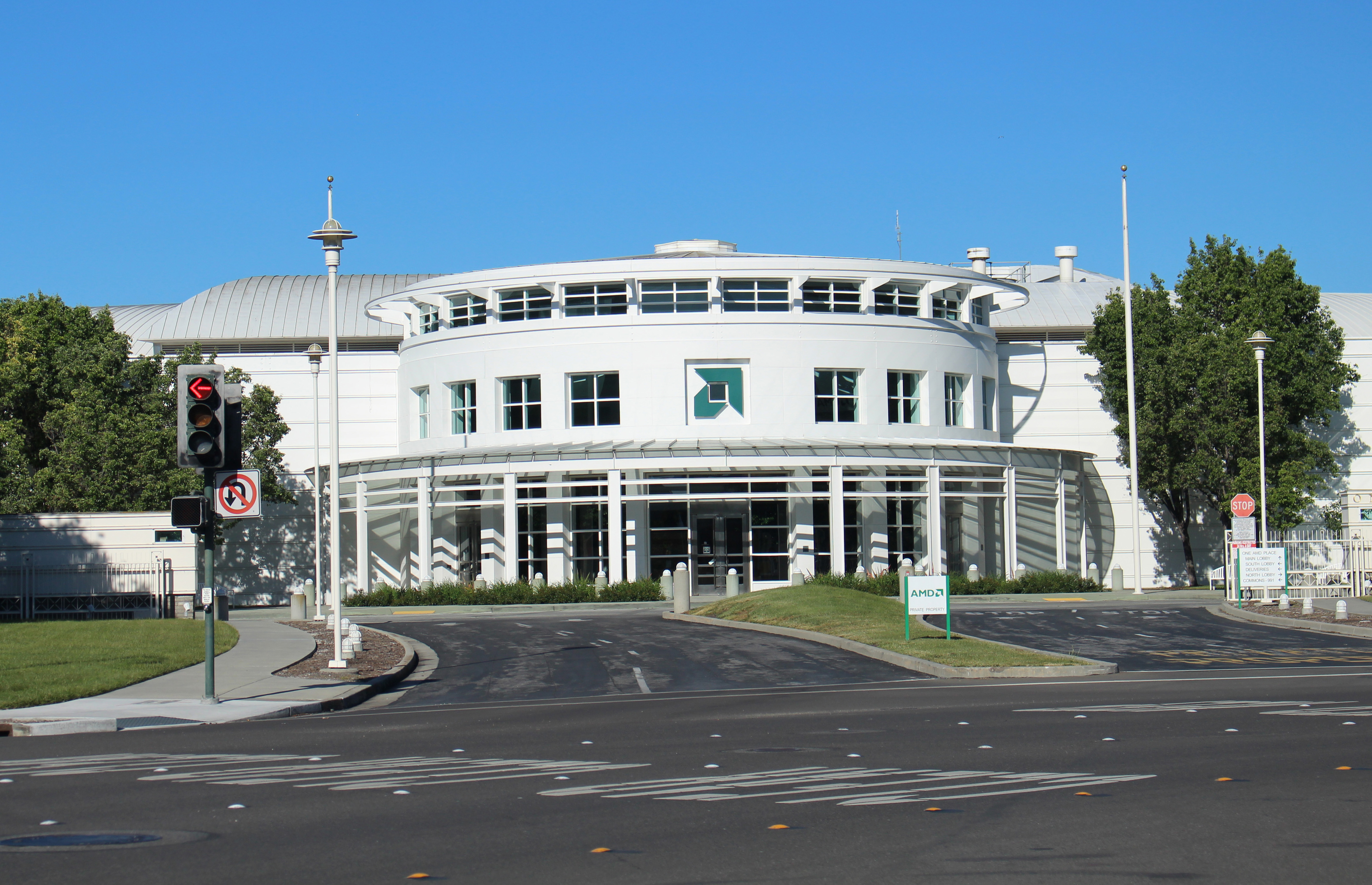
位于加利福尼亚森尼韦尔的前总部

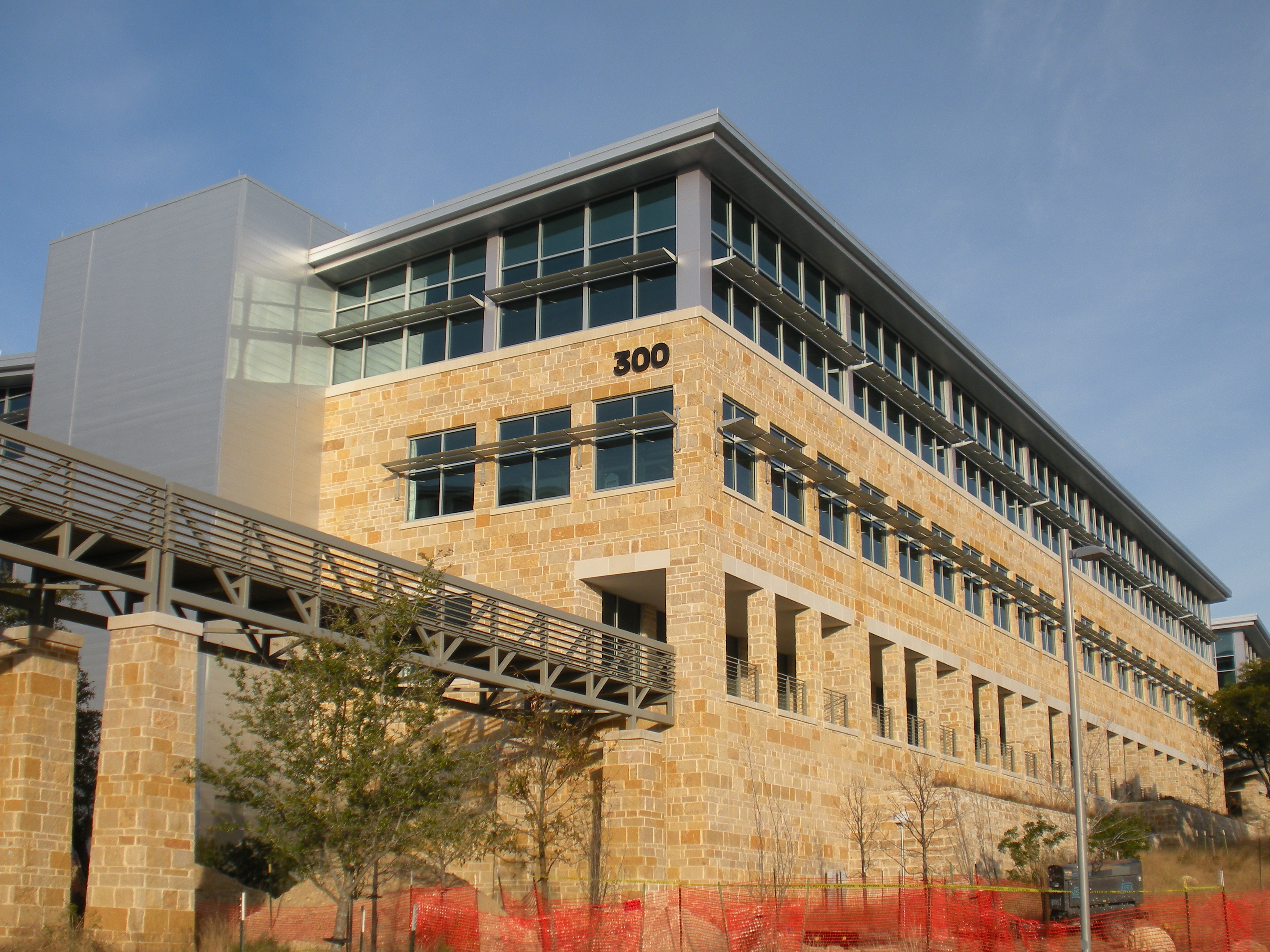
由LEED认证的孤星园区，位于德克萨斯州奥斯汀

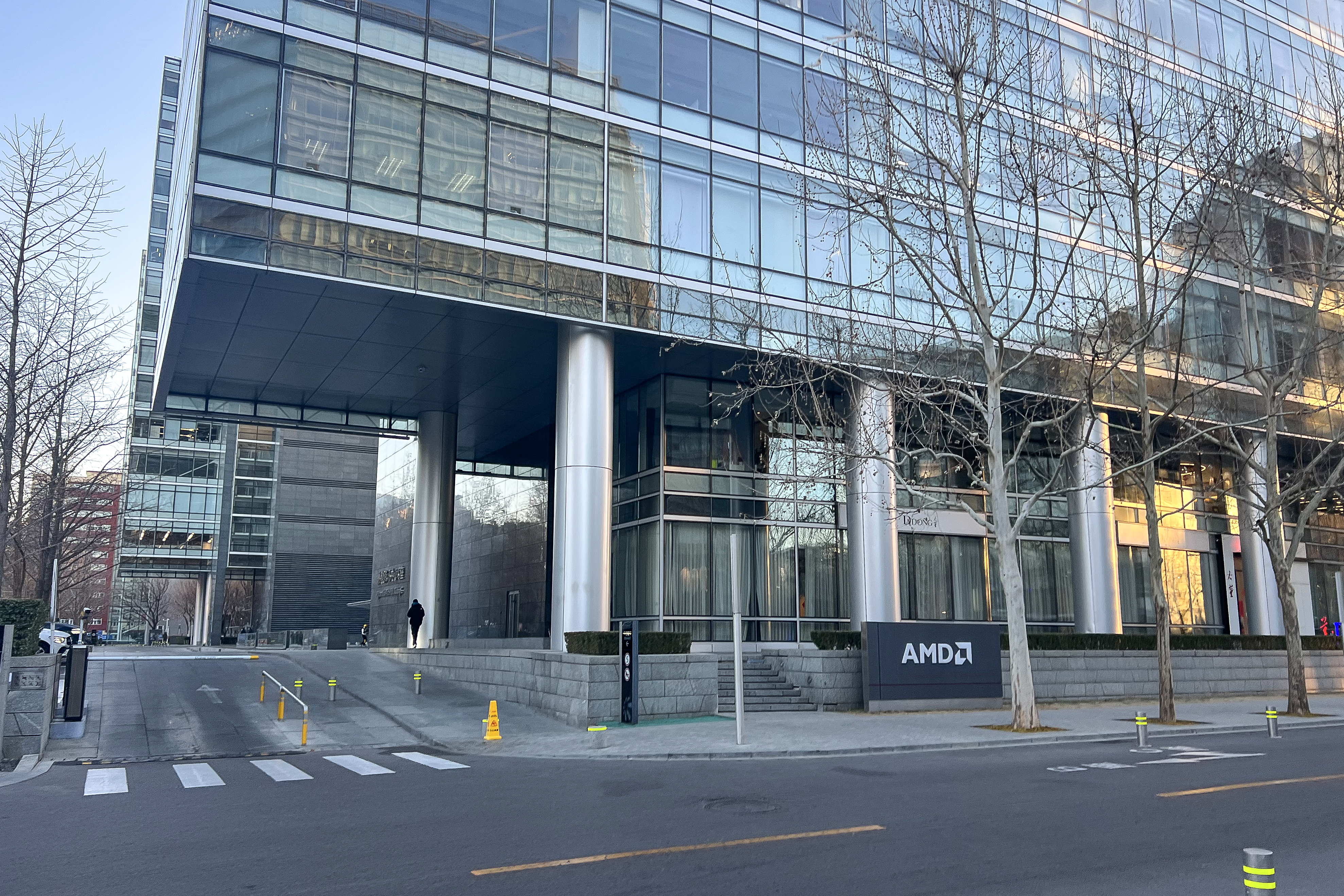
位于北京中关村融科资讯中心的超威半导体（中国）有限公司

AMD为工業級市場及消費電子市场供应各种电脑（包括工作站、伺服器、個人電腦以及嵌入式系統）、通信用之積體電路、電視遊樂器产品，其中包括中央处理器、圖形處理器、闪存、晶片組以及其他半导体技术。公司的主要設計及研究所位于美國和加拿大，主要生产设施位于德國，还在新加坡、馬來西亞和中國等地设有测试中心。其中最為人知的產品有Athlon系列、Phenom系列、APU系列、FX系列、Opteron系列以及目前最新的Ryzen系列等中央處理器，收購自國家半導體的Geode嵌入式x86中央處理器，以及收購自ATi的Radeon系列圖形處理器。
AMD於2006年7月24日併購ATi后，獲得圖形處理器的技術。收购ATI前的AMD，其主要产品是中央處理器，在其K7处理器中期之後，CPU特点是以較低的核心時脈頻率產生相對上較高的運算效率，也開始使用PR值來標定產品效能。但低階Duron系列仍以時脈標定，而且其主频通常会比同效能的英特爾中央處理器低1GHz左右。自从Athlon XP上市以来，AMD与Intel的技术差距逐渐缩小。
2003年時AMD搶先於Intel之前發表具有64位元的Athlon 64，可見AMD的技术已经与Intel相当，或甚至在某些方面已经领先于Intel。2005年4月22日，AMD發布Opteron处理器，领先于Intel率先发布拥有两个處理器核心的x86中央處理器（当然还是远远落后于IBM于2001年发布的POWER4双核处理器），随后又推出面向主流消费市场的Athlon 64 X2。而由於兩家廠商目前都已以多核心系統作為新產品的開發主軸，使得AMD的Athlon 64 FX-57 2.8GHz成为當時世界上效能最高的零售单核心中央处理器。不過AMD自對手英特爾發布Core微架構以後則再次屈居對手之下，而K10微架構發布之初也因效能未達預期使得市場份額開始流失，不過仍能透過主打性價比、田忌賽馬的行銷策略獲得消費者及合作廠商的青睞，自45纳米版本的K10架構處理器開始市場份額也稍有起色，但效能仍不及對手。2010年底，AMD推出繪圖晶片與處理晶片合二為一的AMD Fusion晶片，亦即是「加速處理器」（Accelerated Processing Unit，簡稱「APU」），獲得PC業界不少生產廠家採用，包括惠普、宏碁及Sony等等。然而AMD自2011年推出的Bulldozer微架構開始，面對對手英特爾的處理器產品而言，新架構產品效能不佳、高功耗高發熱，而使得其x86處理器的市場份額進一步流失。
圖形處理器領域方面，AMD併購ATi以後便推出Radeon HD 2000系列，其中2900系列因相比對手NVIDIA而言顯得高發熱高功耗以及效能欠佳，而成為繼對手的GeForce FX 5800以後最失敗的顯示卡產品。但後續的改進版將功耗大幅下降，以及逐步擴大GPU規模，使AMD於2010年以Radeon HD 5970重登圖形處理器的性能王座。不過自2012年GCN架構以來，因其架構過於複雜，使得製造成本偏高、高效率的GPU驅動程式的開發變得困難，以致於對手相比同樣效能的情況下顯得功耗偏高，加上AMD多年不佳的獲利狀況，使其行銷方面的投入遠不如對手NVIDIA，這些因素也使得AMD的在個人電腦圖形處理器市場的市佔率再次屈居NVIDIA之下。2016年AMD以AMD Radeon 400系列和AMD Radeon 500系列和AMD Radeon Vega 系列GPU與NVIDIA的GeForce 10系列競爭。
不過與電腦主機市場相反的是，從2012年開始AMD在電視遊樂器領域中晶片架構逐漸發展,並成為主流的晶片供應商。在AMD併購ATi成為圖形處理器供應商後，2012年底Wii U即使用AMD Radeon作為圖形處理器，由於AMD提供了獨特的APU架構,在2013年AMD進一步獲得包括索尼PlayStation 4、微軟Xbox ONE的處理器訂單。2016年桌機市場發布新微處理器架構Zen，以期扭轉市佔率及獲利窘況。2017年3月，Zen微架構的首發處理器產品Ryzen 7系列開售，並在多個效能測試中取得與競爭對手之旗艦級處理器產品相媲美的成績。Zen系列除了成功讓AMD打回原本桌機市場份額外，在2020年販售的PlayStation 5使用了Zen架構之Zen 2晶片做為核心，也顯示了AMD已是主要的電視遊樂器晶片供應商。

## AMD 年表
- 1969年5月1日，公司成立。
- 1970年，Am2501开發完成。
- 1972年9月，开始生產晶圆，同年发行股票。
- 1973年1月，第一个生產基地落成在馬來西亞。
- 1975年，AM9102進入RAM市場。
- 1976年，与Intel公司签署专利相互授权协议。
- 1977年，与西门子公司創建AMD公司。
- 1978年，一个组装生产基地的落成在马尼拉。同年AMD公司年营业额达1亿美元。
- 1979年，股票在纽约上市，奥斯丁生产基地落成。
- 1981年，AMD制造的芯片被用于建造航天飞机，同年决定与Intel公司扩大合作。
- 1982年，新式生产线（MMP）开始投入使用。
- 1983年，新加坡分公司成立，同年推出INT.STD.1000质量标准。
- 1984年，曼谷生产基地建设并扩建奥斯丁工厂。
- 1985年，被列入财富500强。同年启动自由芯片计划。
- 1986年10月，AMD公司首次裁员。
- 1987年，索尼公司合作生产CMOS芯片，4月向INTEL提起诉讼，这场官司持续5年，以AMD胜诉告终。
- 1988年10月，SDC基地开始动工。
- 1990年5月，Rich Previte成为公司的总裁兼首席执行官。
- 1991年3月，生产AM386 CPU。
- 1992年2月，AMD对Intel法律诉讼结束，AMD胜诉，获得生产386处理器的资格。
- 1993年4月，开始生产闪存，同月，推出AM486
- 1994年1月，AMD与康柏公司合作，并供应AM485型 CPU。
- 1995年，Fab 25建成。
- 1996年，AMD收购NexGen。
- 1997年，AMD-K6出品。
- 1998年，K7处理器发布。
- 1999年，Athlon（速龙）处理器问世。
- 2000年，AMD在第一季度的销售额首次超过10亿美元，打破公司的销售记录，同年Fab 30开始投入生产。
- 2001年，AMD推出面向服务器和工作站的AMD Athlon MP双处理器。
- 2002年，AMD收购Alchemy Semiconductor。
- 2003年，AMD推出面向服务器Opteron（皓龙）处理器，同年9月，推出第一款桌面型的64位微处理器。
- 2005年，AMD叫陣英特爾要求在新加坡舉辦雙核比試，AMD以Socket 939登報圍剿英特爾發出雙核決鬥挑戰。
- 2006年，
  - 發佈Socket AM2，以取代Socket 754和Socket 939。
  - 7月24日，AMD收購ATi。
- 2007年9月10日，K10處理器發佈。
- 2008年10月8日，AMD宣布分拆成兩家公司，一家專注於處理器設計，另一家負責生產。
- 2009年，高通收购AMD的移动设备资产。
- 2010年，AMD（ATI）獨立顯示核心出貨量取代NVIDIA成為世界第一。[24]
- 2011年
  - 1月，AMD推出Fusion系列Bobcat APU芯片,是一顆芯片包含CPU（中央處理器）及GPU（圖像處理器）的組合，第一輪會有共4顆型號的晶片，GPU部份也能真正支持1080p高清播放（硬體解碼）。
  - 3月6日杜拜新進技術投資公司（ATIC）以4.25億美元收購AMD擁有的格羅方德半導體股份有限公司餘下的8.8%的股份，成為一家獨立的晶片製造商，使ATIC成為唯一持股者。
  - 9月30日，Bulldozer（推土機）產品以全新架構問世，並採用全新插槽AM3+。該架構其實自2003年就已經有研發計畫，唯因為經費不足，擱置到2011年發佈。
- 2012年，Piledriver（打樁機）架構自改良推土機架構而生。
  - 11月18日，搭載550 MHz AMD Radeon Latte的Wii U遊樂器正式推出。
- 2013年，
  - AMD再次更換產品標識。[25]
  - 5月22日，AMD正式宣布次世代主机“Xbox One”采用APU作为该主机的单芯片解决方案。[26]
  - 6月，Richland APU正式推出。
  - 11月15日,搭載AMD處理器AMD Jaguar的第一款PlayStation 4遊樂器正式推出。
  - 11月22日，搭載AMD處理器AMD Jaguar的第一款XBOX ONE遊樂器正式推出，使用AMD Sea Islands (GCN2架構)GPU晶片。
- 2014年
  - 1月14日，Kaveri APU正式推出。
  - 3月，Kabini APU桌上型推出，官方策略表示並無在中國發售，只針對電腦無完全普及的開發中國家。
- 2016年
  - 8月2日，搭載AMD Jaguar晶片的Xbox One S遊樂器正式推出，使用AMD Sea Islands (GCN2架構)GPU晶片。
- 2017年
  - 2月22日，Ryzen系列中央處理器發表。
  - 11月7日，英特爾宣布將与AMD合作，英特尔将在其面向笔记本的H系列第8代酷睿处理器中使用AMD的Radeon GPU处理单元。[27]
  - 同日，搭載AMD處理器AMD JaguarEvolved定製版晶片的Xbox One X正式推出，使用AMD Polaris (GCN4架構)GPU晶片。
- 2018年
  - 2月13日，首款AMD Ryzen™桌上型APU發表。[28]
  - 4月19日，AMD第二代Ryzen™桌上型處理器發表。[29]
- 2019年
  - 5月27日，AMD第三代Ryzen™基於Zen 2架構的桌上型處理器在臺北發佈。
  - 6月11日，基於Navi架構的新一代顯示卡RX 5700XT和RX 5700於E3發佈。
- 2020年
  - 10月9日，AMD第5代Ryzen™基於Zen3架構的桌上型處理器於YouTube網上首播形式發布
  - 10月29日，AMD於YouTube網上首播形式發佈了基於RDNA2架構的RX6000系列顯示卡
  - 11月12日，搭載AMD Zen 2核心的PlayStation 5正式推出
- 2022年
  - 8月30日，AMD第七代Ryzen™基於Zen4架構的桌上型處理器發佈，此代處理器採用了全新的AM5封裝[30][31]
  - 11月3日，AMD於日本發佈了基於全新RDNA3架構的兩款RX7000系列顯示卡，分別爲RX 7900 XT和RX 7900 XTX[32]
- 2024年
  - 6月3日，AMD第九代Ryzen™基於Zen 5架构的桌上型處理器發佈[33]

## 產品發展過程

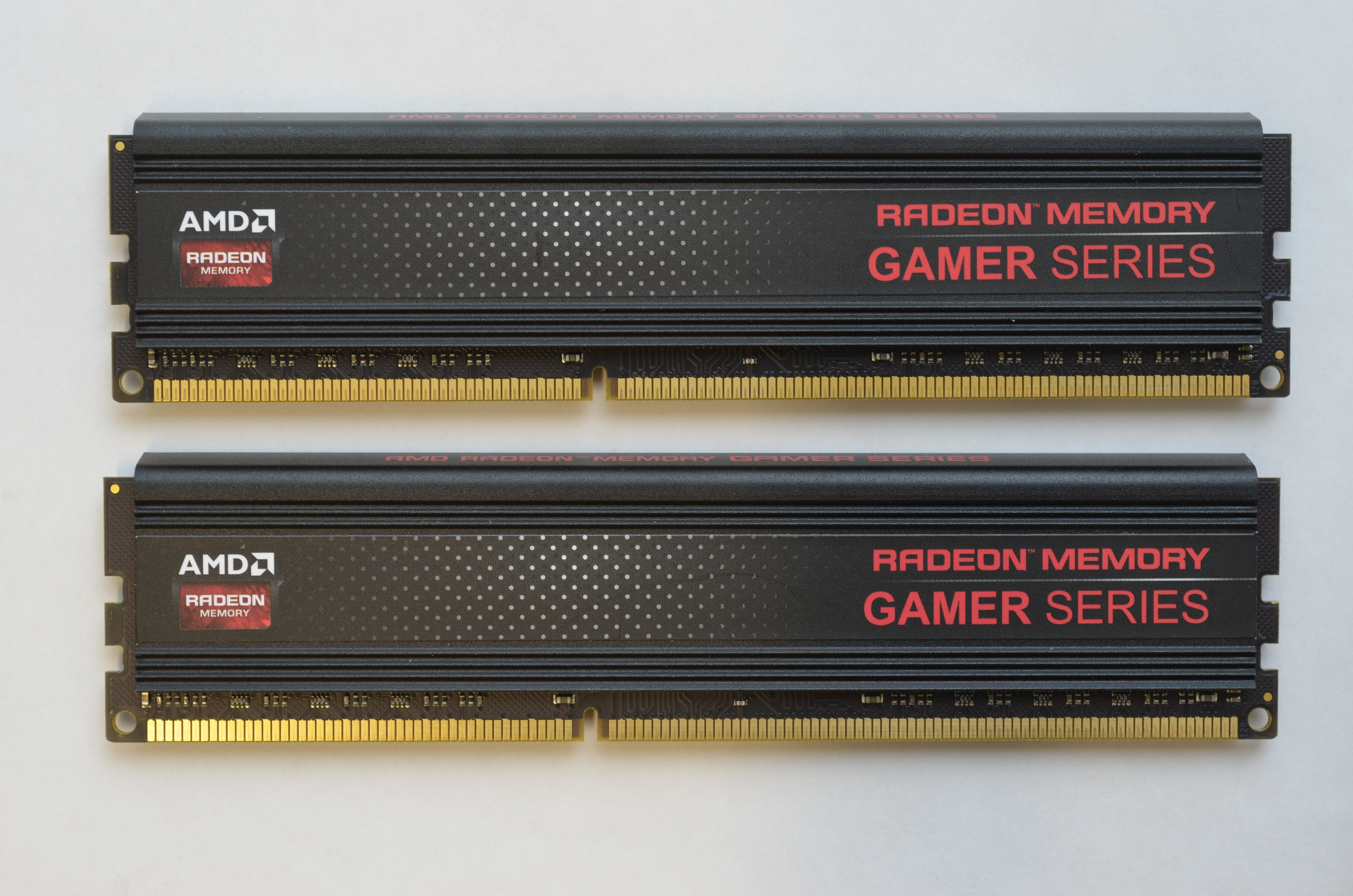
AMD Radeon 記憶體

1982年2月，AMD与Intel签约，成为得到许可的8086与8088制造业者和第二貨源生產商。IBM要用Intel 8088在他们的IBM PC，但是IBM当时的政策要求他们所使用的芯片至少要有两个货源。在同样的安排下，AMD之后生产80286。
但是在1986年，Intel撤回了这个协定，拒绝传达i386的技术详情。由于PC clone市场的流行与增长，Intel可以依照自己的规格来制造CPU，而不是依照IBM规格。
AMD告Intel毁约，仲裁判AMD胜诉。但是Intel对此提出上诉。接下来，长期的法庭战争在1994年结束。加州最高法院判AMD胜诉，要Intel赔超过10亿美元的赔偿金。后来的法庭战争聚集在AMD是否有权利使用Intel衍生的微代碼(Microcode)。裁决没有明显的偏向任何一方。在面对这个不确定的情况，AMD被迫开发“防尘室版”的Intel微代码。他们的方式是：一组工程师描述微代码的功能，另一组在没有参考原微代码的情况下，自行开发拥有同样功能的微代码。
1991年，AMD发布Am386，Intel 80386的複製版。AMD在一年以内就销售了100万枚芯片。AMD接下来在1993年发布Am486。两者都以比Intel版本更低的价格销售。很多OEM，包括Compaq都使用Am486。由于电脑工业生产周期的缩短，逆向工程Intel产品的策略令AMD越来越难继续生存下去。因为这意味着他们的技术将一直落在Intel的后头。因此，他们开始开发他们自己的微处理器。

### 产品阶段
AMD处理器产品發展過程可分為八个阶段：

#### 第一阶段
80486至AMD K6階段。
初期的產品策略主要是以較低廉的產品价格為訴求，雖然最高性能不如同期的Intel產品，但卻擁有較佳的價格性能比。

#### 第二阶段
K7階段。
K7的性能尤其是在浮點運算能力方面，受到不少DIY（自行組裝電腦）用户的歡迎。由於相對於Intel，AMD對於CPU的倍頻鎖定限制較鬆，因此廣受許多超頻用戶的歡迎。但也由於缺乏過熱保護，超頻過度的K7系列CPU有較高的燒毀風險，導致部分消費者對其穩定度的信心偏低。

#### 第三阶段
K8階段。
由於率先於Intel之前優先投入64位元CPU的市場，使得AMD在64位元CPU的領域有比較早發展的優勢，此階段的AMD產品仍采取了一貫的低主频高性能策略，解決因為電子性能有限导致CPU不稳定和发热量、耗電功率過大的问题，並導入使用IBM開發的SOI技術，使得K8相較同期Intel公司的P4處理器相同性能上有較低的功耗。

#### 第四階段
K10階段。
由於原生四核心的設計複雜，加上電路設計Bug，導致AMD初期B2核心步進的Opteron（Barcelona）和Phenom（Agena）效能不彰，時脈提升困難。為此AMD特別發佈解決B2核心步進BUG的Patch，名稱為「TLB Patch」。AMD接下來還將發佈解決TLB Bug問題的B3核心步進，可使AMD K10處理器的整體效能再提升15%。

#### 第五階段
K10.5階段，AMD在2007年5月已完成45纳米的SRAM晶圓生產，10月宣布45nm的處理器開始試產。AMD的45nm處理器在德國德勒斯登300mm晶圓廠Fab 36生產，生產製程由AMD與IBM合作開發。譬如沉浸平版印刷術、AMD第四代SOI、Ultra-Low-K等，與Intel的有所不同。AMD認為，即使沒有High-K、金屬柵極技術也能順利步入45nm時代，並不是必要的，不過到了32nm就是必需的了。此番展示的處理器包括伺服器版本「Shanghai」和桌面型版本「Deneb」，均為高端四核心型號。AMD在2008年10月正式發佈45nm處理器，首先推出的是「Shanghai」，之後在2009年5月推出了6核心的Opteron，代號「Istanbul」，仍使用Socket F腳位，2009年下半年推出AMD第三代Opteron平台，改用Socket G34腳位，推出代號「Sao Paulo」的6核心Opteron，將支援DDR3記憶體與HyperTransport 3.0協定，還會推出12核心Opteron，代號為「Magny-Cours」。

#### 第六階段
AMD 12h階段，AMD 12h是AMD K10的改進版本，典型產品有整合北橋及整合GPU設計，採用AMD Llano架構的AMD APU。

#### 第七階段
AMD 15h階段，典型產品有AMD FX、AMD APU。還有低功耗的AMD 14h、AMD 16h。

#### 第八階段
AMD Zen階段。

## 产品线

### 中央處理器
現階段的處理器產品線：
- AMD Ryzen，主流桌面型處理器。
- Athlon
- AMD Epyc，用於伺服器。

歷年的產品線：

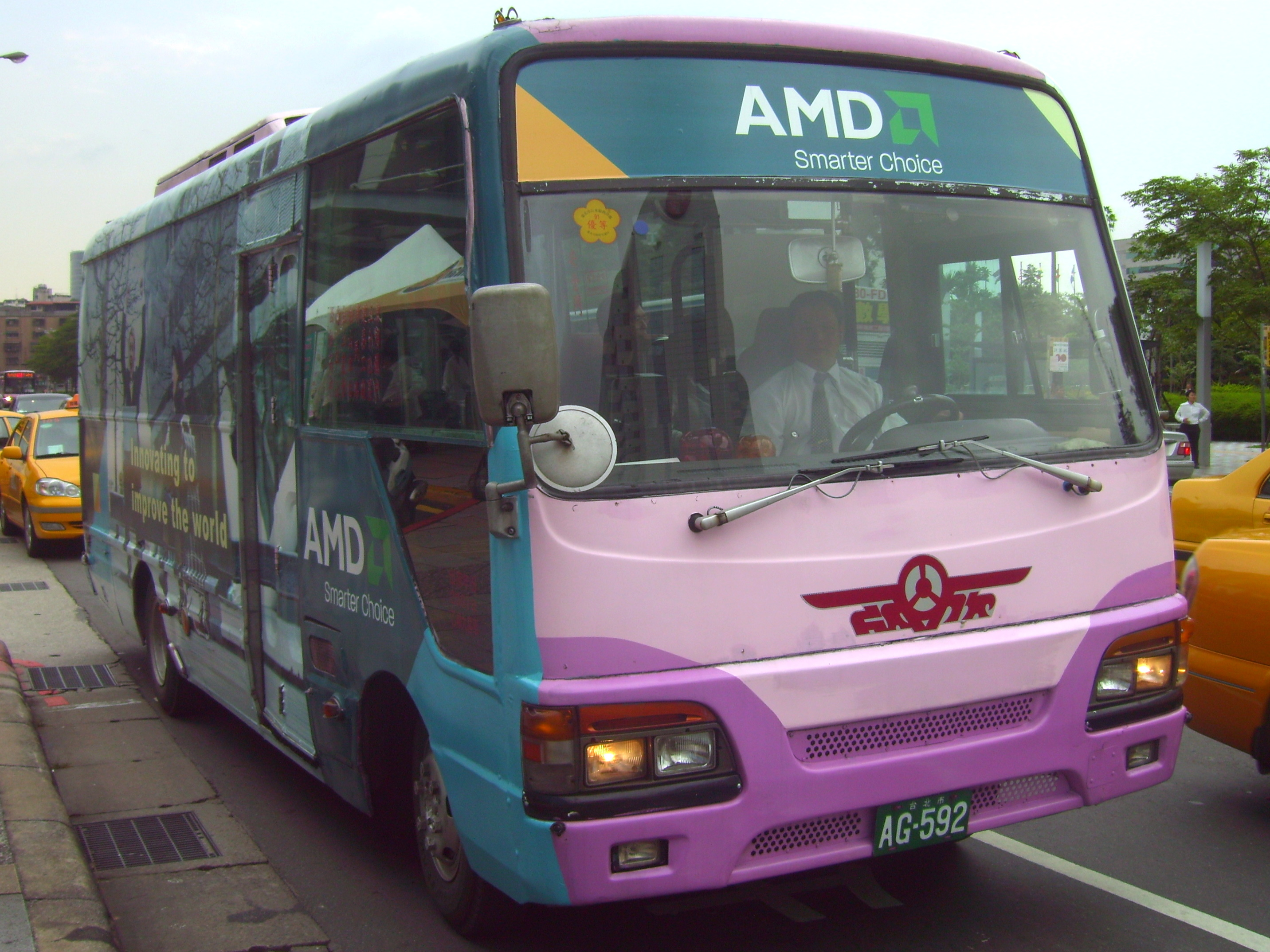
AMD投資廣告經費，在欣欣客運的COMPUTEX展館接駁車上

- Geode，屬於低功耗嵌入式處理器，專門使用於嵌入式平台、移動設備和Thin Client
- Sempron，屬於低階配備，單/雙核心技術，效能與時脈較低，但溫度相對Athlon 64/Athlon 64 X2低很多
- Athlon 64，屬於單核心技術，適用於入門用戶
- Athlon 64 X2，屬於雙核心技術，適用於要處理多工作業的使用者。
- Athlon II，屬於雙/三/四核心45纳米技術，為AMD推出的平價產品，與Phenom系列比較，此產品均不設L3cache，但把雙核心的每核 512KB L2 cache，增至每核 1MB（三、四核仍為 512KB）
- Turion 64，屬於單核心技術，專門用於一般移動市場
- Turion 64 X2，屬於雙核心技術，專門用於高效能移動市場
- Athlon 64 FX，屬於單/雙核心技術，執行效能較高，適合多媒體、3D遊戲
- Phenom，屬於三/四核心技術
- Phenom II，屬於雙/三/四/六核心45纳米技術
- AMD FX，屬於三/四/六/八核心32纳米技術，在一般的DIY市場中所販售的均不鎖倍頻（黑盒），而其中最高階的FX-8150在日本有出現連同水冷散熱器一起販售的版本，這是AMD第一次將水冷散熱器和處理器同捆販售。
- Opteron，用於伺服器。
- AMD APU，分為A4/A6/A8/A10/E/Athlon/Semprom等系列產品線，屬於雙/四核心技術，主打入門用戶以及一般家用市場，除了AM1低功耗平台推出的Athlon及Sempron CPU外，其他平台中Athlon及Sempron大多遮蔽顯示輸出功能，而A4/A6/A8/A10都搭配CPU內建顯示功能，早期Llano核心採用45nm製程，經歷Trinity、Richland等32nm製程，至2015/2016年推出的Kaveri以及Godavari（Kaveri提升頻率的版本）則採用格羅方德28nm製程。

### 晶片組
在1999年，AMD發佈K7處理器。由於使用與Intel處理器不同的Slot A接口，所以AMD製造了自家的晶片組配合之。第一款晶片組是AMD-750，支援SDRAM和AGP接口。該晶片組亦支援雙處理器。在AMD收購ATI後，AMD得到了ATI的晶片組技術。推出整合式晶片組，例如AMD 690G晶片組。亦將原有的ATI晶片組產品正名為AMD產品。

### 顯示核心

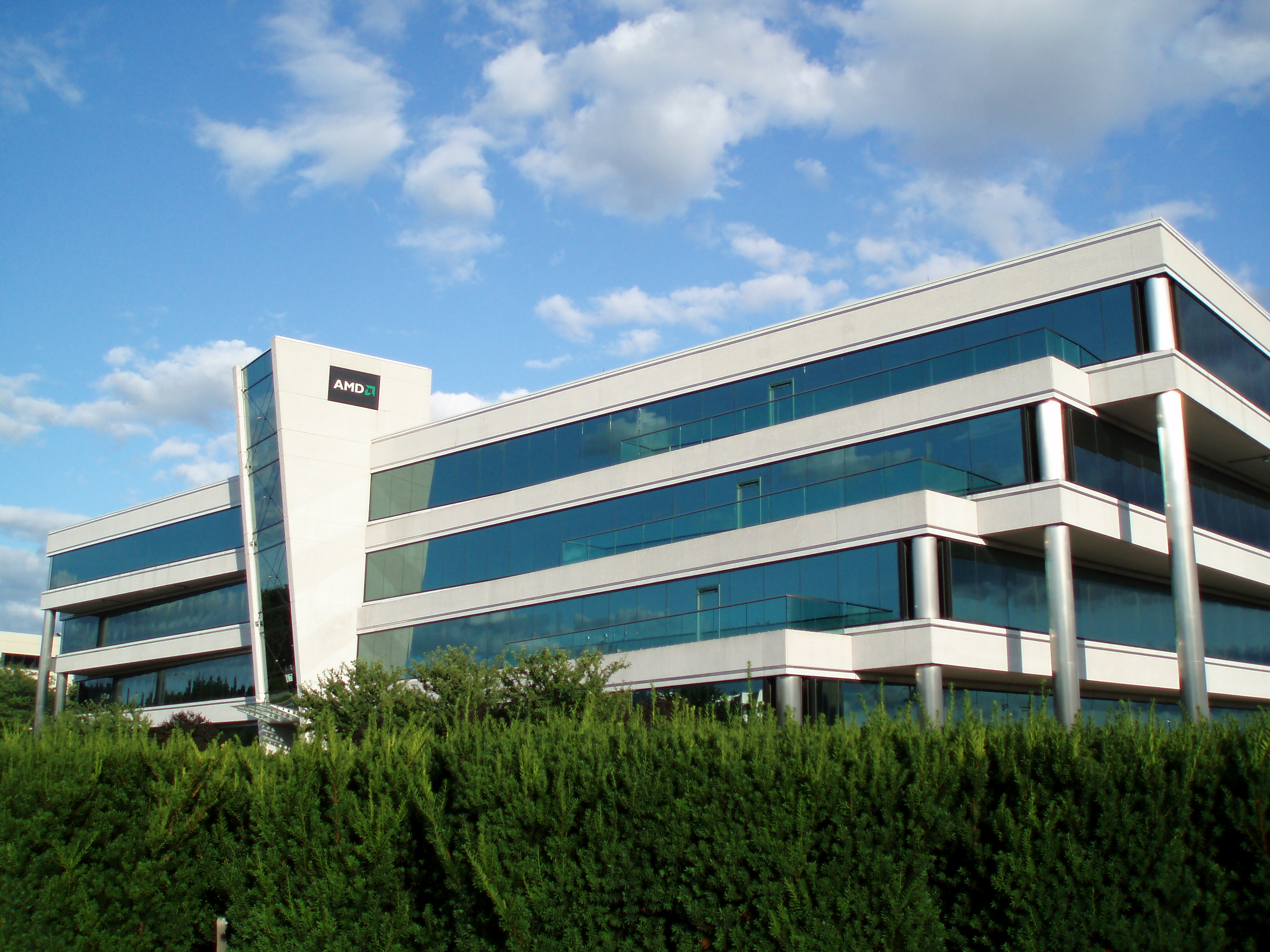
併購後的前ATI總部

AMD於2006年7月24日（GMT+8）宣佈以54億美元全面併購ATI，到2006年7月底并购工作已经开始，原ATi的研发中心都已开始人事变动，AMD和ATi在等待来自联邦法院的裁决，认定该兼并生效。這次收購令AMD取得顯示核心技術。
2008年8月，AMD與Broadcom達成協議，後者會收購AMD的數碼電視晶片業務。包括Xilleon集成处理器和Theater數碼電視处理器。
收购ATI后AMD一直保留其品牌，作为旗下绘图卡业务的子品牌。直到2010年8月，在发布Radeon HD 6000系列显卡的同时，AMD宣布放弃ATI品牌。

## 晶圓生產線
AMD早期以自家的晶圓廠生產處理器，每間晶圓廠均以「FAB x」命名（x為數字，代表生產設施啟用與AMD創立的相隔年份），例如FAB 36是一座位於德國德累斯頓的AMD晶圓廠，於2005年開幕。2009年，AMD與阿布達比的Advanced Technology Investment Company（ATIC）合組GlobalFoundries，接管德累斯頓的兩座晶圓廠。AMD成為無廠半導體公司，由GlobalFoundries接手生產處理器晶片，而併購ATi後，則繼續由TSMC代工生產圖形處理器。

## 與英特爾的官司
AMD與原夥伴兼x86指令集創始者英特爾有著一段持續頗長的官司，2005年，AMD於日本指控英特爾違反當地的反壟斷法並勝訴，又在美國特拉華州地區法院控告英特爾以秘密回贈、特惠、威脅等手段企圖把AMD的處理器擠出國際市場。除此之外，AMD亦向戴爾、微軟、IBM、HP、SONY、Toshiba等廠商發出傳票。
2006年，AMD又對英特爾就即時通訊軟件Skype問題作出指控，Skype 2.0版加入十人電話會議，但只提供予英特爾雙核處理器用者，AMD雙核處理器用者會被排擠，不能使用此功能。英特爾承認曾以金錢收買Skype，使該功能限供自家產品用者。事實上，人們懷疑此功能應可同時用在兩家公司的處理器上，並透過黑客的破解檔證實此說法。

## 與台積電的合作
AMD與台積電（TSMC）達成CPU代工協議，並於2009年第二季度末進行代工量產，首批代工的處理器為40nm Fusion處理器。AMD處理器製程將分為SOI與Bulk CMOS兩派，SOI製程保持與IBM、特許半導體的合作，而Bulk CMOS則選擇台積電，以扭轉獲利與市佔率。
2019年與台積電共同打造採用Zen 2微架構的Ryzen 3000和Epyc 7002系列，核心晶片製造使用的即是台積電的7纳米制程，同時AMD在記憶體控制器和 SMT（同步多執行緒）以及 IPC 上效率進步不少，製程也領先對手INTEL一大截，也是第一個推出PCIe 4.0新標準的廠家，引領PC進入新的世代。

## 收购赛灵思谈判
2020年10月8日，据华尔街日报(WSJ)援引知情人士的话报导，超微半导体(AMD) AMD.O正就收购芯片制造商赛灵思（Xilinx）XLNX.O进行深入谈判，该交易价值可能超过300亿美元。2020年10月27日，赛灵思正式被AMD收购。

## 轶事

### 产能不足事件
2020年底，AMD宣佈為Xbox Series X/S與PlayStation 5提供基於Ryzen所用的Zen架構芯片，然而受影響而產能不佳，從而本世代遊戲機亦自發售起就面臨缺貨的問題。
此外，由於本世代遊戲機長時間缺貨以及當前仍在第八世代向第九世代過渡期，大量新推出的遊戲仍然僅將第八世代的Xbox One和PlayStation 4作為主要支持平台，而本世代的Xbox Series X/S與PlayStation 5仍僅作為未來計劃或者通過其向下兼容性支持，導致支持本世代遊戲機嚴重缺乏。受此影響，大量玩家仍選擇停留在Xbox One和PlayStation 4或者購買遊戲數量和便攜性更佔優勢的任天堂Switch，最終導致Xbox Series X/S與PlayStation 5在首發後銷量大幅度下滑甚至被上一世代的任天堂Switch在同期內超越。

### Windows 11负优化
儘管在AMD推出Ryzen處理器（當時的Windows版本為Windows 10）後性能均有大幅度提升，然而在Windows 11發佈後，Ryzen處理器性能發生嚴重下滑，同時期英特爾卻由於參與了Windows 11開發故其處理器性能未有任何變動。即使之後微軟發佈了針對Ryzen處理器性能降低的補丁，但Ryzen處理器在Windows 11上的表現仍然嚴重不及Windows 10。

### “农企”
这个称呼源于2010年代的多个经营事件。HD6900系列显卡发售前夕，发现显卡的独立供电接口和散热器存在冲突，导致散热器无法安装，AMD的处理方式竟为让员工手工打磨掉近十万块显卡的接口凸出塑料。
AMD FX时期，AMD的处理器架构代号为“推土机”、“打桩机”、“压路机”等器械名称，这些处理器大多价格便宜但能效远落后于英特尔。尤其是在游戏方面，有些处理器甚至不如上一代产品，当时互联网上有“i3（英特尔酷睿处理器的低端型号）默秒全（部的AMD处理器）”的说法，虽略夸张，但当时FX处理器的问题可见一斑。
同时AMD的名称经常被人同农业巨头阿奇尔丹尼尔斯米德兰公司（Archer Daniels Midland Company，简称ADM）混淆。这些事件的综合影响，让AMD当时被网民调侃为“农企”。虽然AMD的经营已大大改善，但“农企”的称号被网民沿用了下来（如今已基本无贬义）。

## 相关链接
- AMD處理器列表
- AMD顯示核心列表
- AMD晶片組列表
- 系微

## 腳注

## 外部連結
- （简体中文）终于与“超”告别 AMD确定中文名 （页面存档备份，存于）
- （简体中文）AMD登報圍剿英特爾 發出雙核決斗挑戰 （页面存档备份，存于）

### 官方網站
- （英文）AMD （页面存档备份，存于）
- （简体中文）超半导体（中国）有限公司 （页面存档备份，存于）
- （繁體中文）AMD(臺灣) （页面存档备份，存于）